# یونسانگون چوسان
یئونسانگون چوسان (به کره‌ای: 연산군) (زاده ۲۴ اکتبر ۱۴۷۶ - درگذشته ۲۰ نوامبر ۱۵۰۶) دهمین پادشاه سلسله چوسان بوده‌است.
وی فرزند سونگ‌جونگ چوسان بوده که در سال ۱۴۹۴ میلادی پس از مرگ پدرش به سلطنت رسید، اما وی که فردی مستبد و خوش‌گذران بود سال ۱۵۰۶ میلادی توسط چند نفر از وزیرانش از سلطنت برکنار و برادر ناتنی‌اش چونگ‌جونگ چوسان به قدرت رسید. وی پس از آن تبعید شده و در همان سال درگذشت.
فیلم شورشی: دزدی که از مردم می‌دزدد ۲۰۱۷ در مورد این پادشاه ساخته شده است.

## خانواده
- پدر: سونگ‌جونگ چوسان (성종)
- مادر: ملکه یون [۱][۲] (۱۴۴۵–۱۴۸۲)
- همسران و فرزندان"

1. ملکه جین‌واندوک یا "ملکه شین معزول" (제인원덕왕비, 齊仁元德王妃)؛ (۱۵ دسامبر ۱۴۷۶ - ۱۶ مه ۱۵۳۷) او از قبیله گوچانگ شین و عمه ملکه دانگیونگ (همسر اول پادشاه چونگ‌جونگ)
2. بانو مان‌سونگ (۱۴۷۲–۱۵۳۷) (거창군부인 신씨7, ۱۴۷۲–۱۵۳۷)
3. کیم ساک-وون (숙원 김씨)
4. لی سوک-اویی (숙의 이씨)[۳]
5. جانگ سوک-یونگ (숙용 장녹수, ?–۱۵۰۶)[۴][۵]
6. کیم سوک-اویی (숙의 김씨)
7. وو سوک-یونگ[۶]

- در مجموع چهار پسر، سه دختر